# Emil Nymand Nielsen
Emil Nymand Nielsen (født 13. april 2006 i Lillerød) er en cykelrytter fra Danmark, der kører for Fejl i Modul:Cykelhold: Wikidata-entitet ikke angivet..